# Chryses

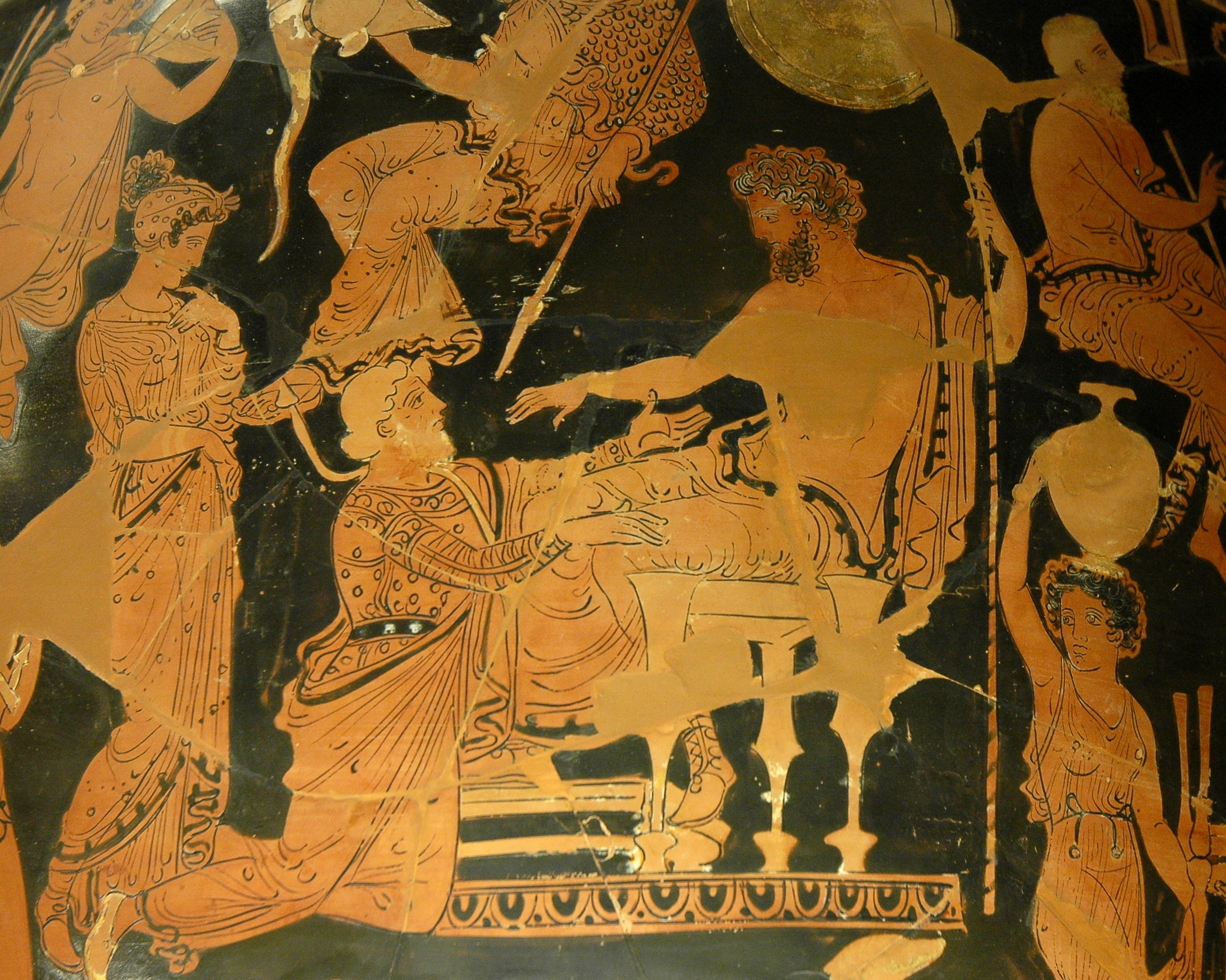
Chryses smekend op de knieën voor Agamemnon.

Chryses (Grieks: Χρύσης, Khrýsēs) is een priester van Apollon uit Chryse, gelegen nabij de stad Troje. 
Tijdens de Trojaanse Oorlog, net voor het begin van het verhaal beschreven in Homeros Ilias, werd zijn dochter Chryseïs gevangengenomen door Agamemnon. Wanneer Chryses zijn dochter kwam vrijkopen, schoffeerde Agamemnon de oude man ("Oude met uw grijze kop, wees gewaarschuwd! Dat ik u niet meer bij de holle schepen zie! (...) Staf en krans van uw god zullen u niet beschermen"), die hierop afdroop "langs het strand van de luidruisende zee" en tot zijn god bad. Apollo verhoorde zijn gebeden en liet de pest neerdalen over de Grieken.
Agamemnon zag zich uiteindelijk verplicht Chryseis terug te geven aan haar vader, maar liet daarop zijn oog vallen op Briseïs, die Achilles toebehoorde, en wiens wrok hieromtrent bezongen is in de Ilias.